# Natasha St-Pier
Natasha St-Pier (Bathurst, 10 febbraio 1981) è una cantante canadese.

## Biografia
Canadese di origine acadiana, Natasha St-Pier ha iniziato la sua carriera in Québec nel 1996 con l'album Émergence, prodotto da Steve Barakatt. Si classificò quarta all'Eurovision Song Contest 2001 a Copenaghen con la ballata Je n'ai que mon âme, che rappresentava la Francia. Ha poi inciso la versione in inglese della canzone All I Have Is My Soul.
La St-Pier diventa molto famosa in Francia realizzando 5 album i cui singoli sono stati primi in classifica. È entrata anche nella top ten tra le prime dieci nella classifica europea.
Oltre ad essere conosciuta nei paesi francofoni è famosa anche in Polonia e in Russia. Ha interpretato il personaggio Fleur-de-Lys nella versione inglese dello spettacolo di Riccardo Cocciante, Notre Dame de Paris.

## Discografia

### Album
- 1997: Émergence
- 2001: À chacun son histoire
- 2002: De l'amour le mieux
- 2002: Encontrarás (versione spagnola di De l'amour le mieux)
- 2004: L'Instant d'après
- 2006: Longueur d'ondes
- 2008: Natasha St-Pier
- 2012: Bonne nouvelle
- 2015: Mon acadie

### Raccolte
Lista parziale.
- 2001: Je n'ai que mon âme
- 2009: Tu trouveras... 10 ans de succès

### Singoli
- 1996: Il ne sait pas
- 1996: Sans le savoir
- 1997: Portés par la vague
- 2000: À chacun son histoire
- 2000: Tu m'envoles
- 2001: Je n'ai que mon âme
- 2002: Tu trouveras (duo con Pascal Obispo)
- 2003: Nos rendez-vous
- 2003: Alors on se raccroche
- 2003: Toi qui manques à ma vie
- 2003: Encontrarás (duo con Miguel Bosé, versione spagnola di Tu trouveras)
- 2003: Por probarlo todo (versione spagnola di On peut tout essayer)
- 2003: Tant que c'est toi
- 2004: Quand on cherche l'amour
- 2004: Mourir demain (con Pascal Obispo)
- 2004: Je te souhaite
- 2005: J'avais quelqu'un
- 2006: Un ange frappe a ma porte
- 2006: Ce silence (duo con Frédéric Château)
- 2006: Tant que j'existerai
- 2008: Embrasse-moi
- 2008: 1,2,3
- 2009: L'istant T
- 2012: Bonne nuovelle
- 2013: Vivre d'amour (con Anggun)